# Philtraea latifoliae
Philtraea latifoliae är en fjärilsart som beskrevs av John S. Buckett 1971. Philtraea latifoliae ingår i släktet Philtraea och familjen mätare. Inga underarter finns listade i Catalogue of Life.